# 斑鰭角魴鮄
斑鰭角魴鮄，為輻鰭魚綱鮋形目牛尾魚亞目角魚科的其中一種，分布於西南太平洋的澳洲海域，棲息深度250-348公尺，體長可達11公分，為底棲性魚類，屬肉食性。

## 擴展閱讀
維基物種上的相關：斑鰭角魴鮄